# Pradinas
Pradinas est une commune française située dans le département de l'Aveyron, en région Occitanie.

## Géographie

### Communes limitrophes
Les communes limitrophes sont  Cabanès, Castanet, La Salvetat-Peyralès, Rieupeyroux, Sauveterre-de-Rouergue et Tayrac.

### Hydrographie

#### Réseau hydrographique

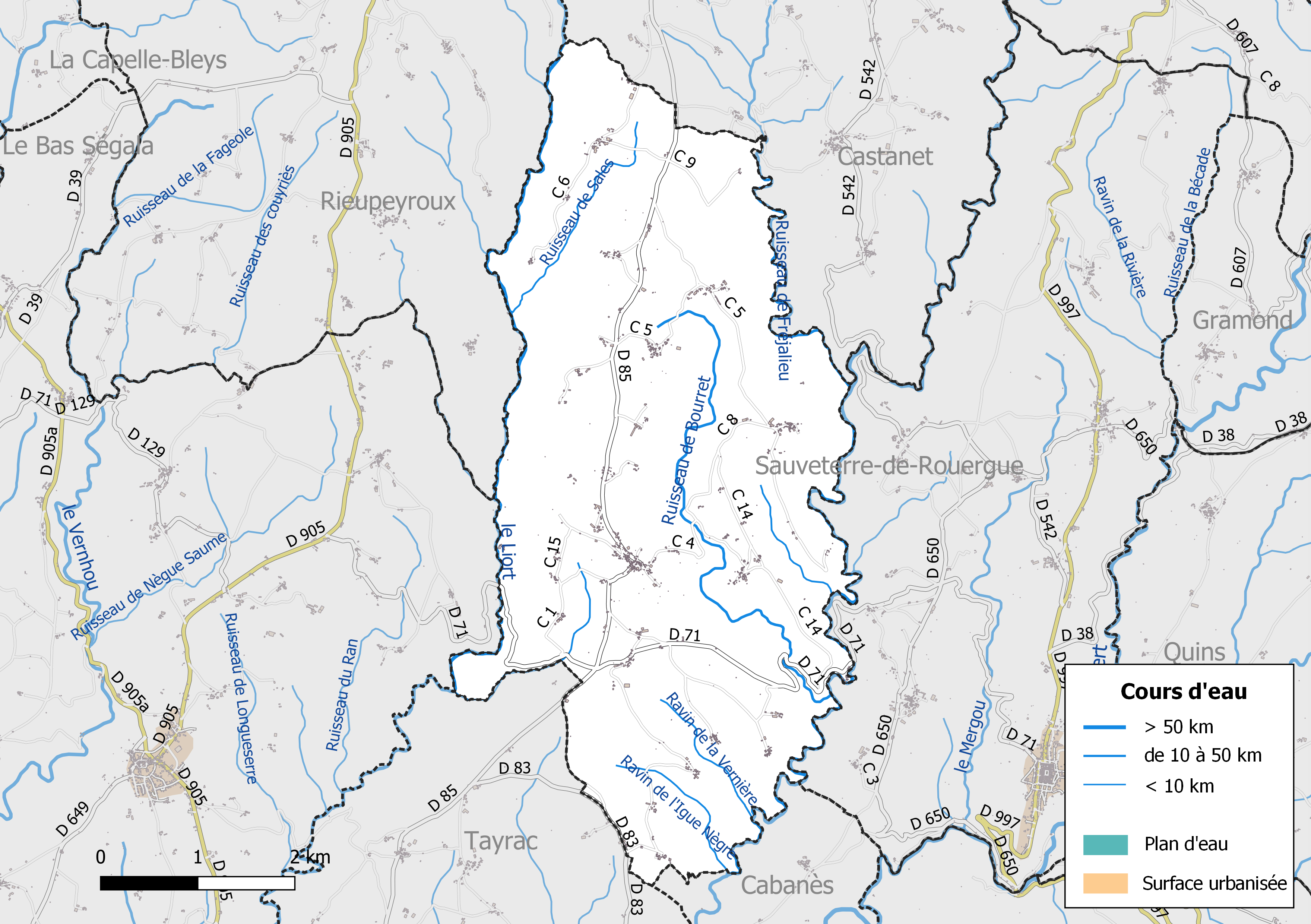
Réseaux hydrographique et routier de Pradinas.

La commune est drainée par le Lieux de Villelongue, le Liort, le ruisseau de Bourret, le ruisseau de Fréjalieu, le ravin de la Vernière, le ravin de l'Igue Nègre, le ravin de Rigoudoulet, le ruisseau de la Canelle, le ruisseau de Sales et par divers petits cours d'eau.
Le Lieux de Villelongue, d'une longueur totale de 20,1 km, prend sa source dans la commune de Castanet et se jette  dans le Lézert à Cabanès, après avoir arrosé 5 communes.
Le Liort, d'une longueur totale de 18,6 km, prend sa source dans la commune de Castanet et se jette  dans le Lézert à Castelmary, après avoir arrosé 6 communes.

#### Gestion des cours d'eau
Afin d’atteindre le bon état des eaux imposé par la Directive-cadre sur l'eau du 23 octobre 2000, plusieurs outils de gestion intégrée s’articulent à différentes échelles pour définir et mettre en œuvre un programme d’actions de réhabilitation et de gestion des milieux aquatiques : le SDAGE (Schéma directeur d'aménagement et de gestion des eaux), à l’échelle du bassin hydrographique, et le SAGE (Schéma d'aménagement et de gestion des eaux), à l’échelle locale. Ce dernier fixe les objectifs généraux d’utilisation, de mise en valeur et de protection quantitative et qualitative des ressources en eau superficielle et souterraine. Trois SAGE sont mis en oeuvre dans le département de l'Aveyron.
La commune fait partie du SAGE du bassin versant du Viaur, approuvé le 28 mars 2018, au sein du SDAGE Adour-Garonne. Le périmètre de ce SAGE couvre 89 communes, sur trois départements (Aveyron, Tarn et Tarn-et-Garonne),. Le pilotage et l’animation du SAGE sont assurés par l’établissement public d'aménagement et de gestion des eaux (EPAGE) du bassin du Viaur, une structure qui regroupe les établissements publics de coopération intercommunale à fiscalité propre (EPCI-FP) dont le territoire est inclus (en totalité ou partiellement) dans le bassin hydrographique du Viaur et les structures gestionnaires de l’alimentation en eau potable des populations et qui disposent d’une ressource sur le bassin versant du Viaur. Il correspond à l’ancien syndicat mixte du Bassin versant du Viaur,.

### Climat
Pour des articles plus généraux, voir Climat de l'Occitanie et Climat de l'Aveyron.
En 2010, le climat de la commune est de type climat océanique altéré, selon une étude s'appuyant sur une série de données couvrant la période 1971-2000. En 2020, Météo-France publie une typologie des climats de la France métropolitaine dans laquelle la commune est dans une zone de transition entre le climat océanique altéré et le climat de montagne et est dans la région climatique Sud-est du Massif Central, caractérisée par une pluviométrie annuelle de 1 000 à 1 500 mm, minimale en été, maximale en automne.
Pour la période 1971-2000, la température annuelle moyenne est de 11,4 °C, avec une amplitude thermique annuelle de 15,4 °C. Le cumul annuel moyen de précipitations est de 1 036 mm, avec 11,6 jours de précipitations en janvier et 6,8 jours en juillet. Pour la période 1991-2020, la température moyenne annuelle observée sur la station météorologique la plus proche, située sur la commune de Colombiès à 13 km à vol d'oiseau, est de 11,5 °C et le cumul annuel moyen de précipitations est de 989,2 mm,. Pour l'avenir, les paramètres climatiques de la commune estimés pour 2050 selon différents scénarios d'émission de gaz à effet de serre sont consultables sur un site dédié publié par Météo-France en novembre 2022.

### Milieux naturels et biodiversité

#### Sites Natura 2000

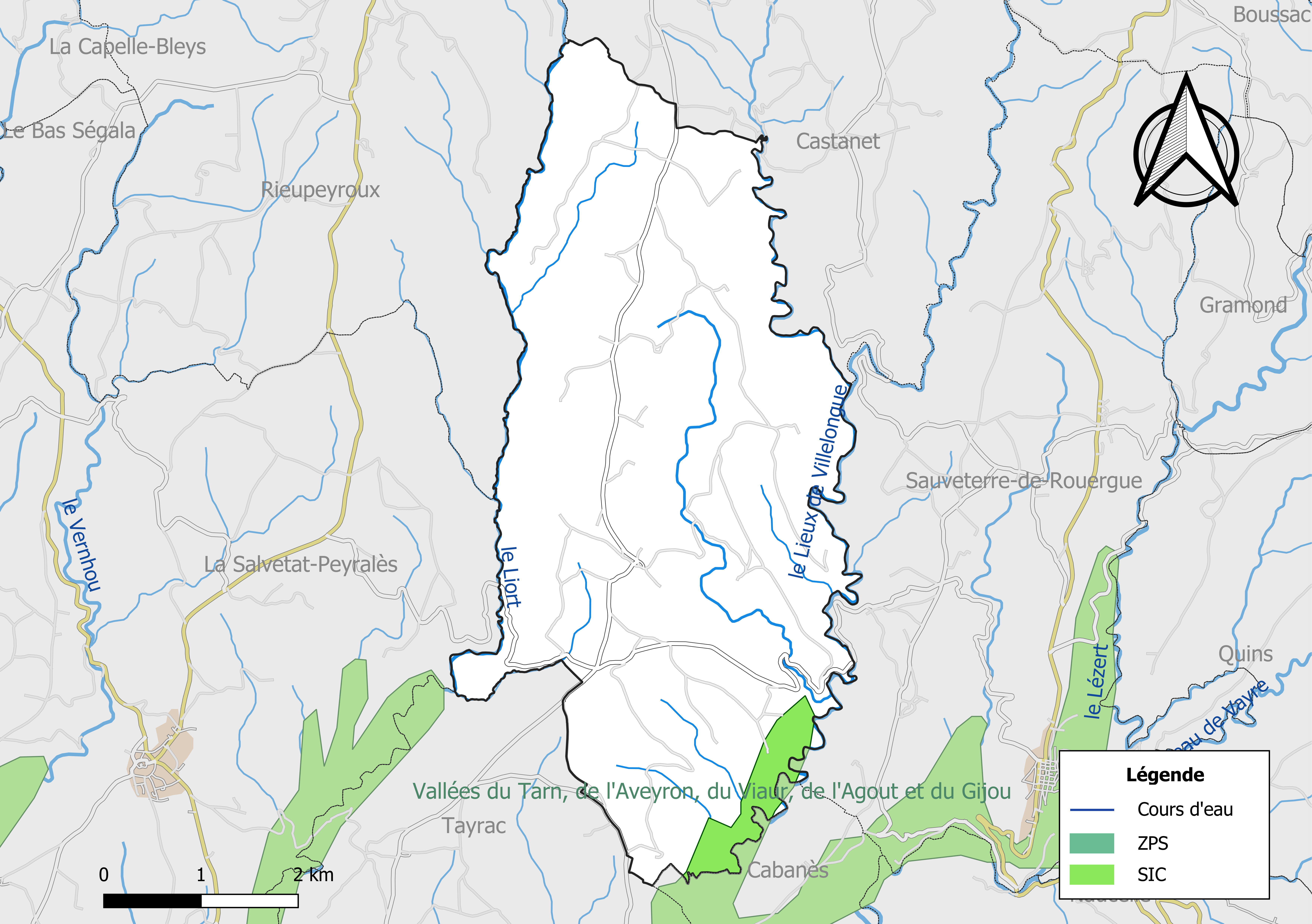
Sites Natura 2000 sur le territoire communal.

Le réseau Natura 2000 est un réseau écologique européen de sites naturels d’intérêt écologique élaboré à partir des Directives « Habitats » et « Oiseaux ». Ce réseau est constitué de Zones spéciales de conservation (ZSC) et de Zones de protection spéciale (ZPS). Dans les zones de ce réseau, les États Membres s'engagent à maintenir dans un état de conservation favorable les types d'habitats et d'espèces concernés, par le biais de mesures réglementaires, administratives ou contractuelles.
Un site Natura 2000 a été défini sur la commune au titre de la « directive Habitats » : 
Les « Vallées du Tarn, de l'Aveyron, du Viaur, de l'Agout et du Gijou », d'une superficie de 17 144 ha, s'étendent sur 136 communes dont 41 dans l'Aveyron, 8 en Haute-Garonne, 50 dans le Tarn et 37 dans le Tarn-et-Garonne. Elles présentent une très grande diversité d'habitats et d'espèces dans ce vaste réseau de cours d'eau et de gorges. La présence de la Loutre d'Europe et de la moule perlière d'eau douce est également d'un intérêt majeur.

#### Zones naturelles d'intérêt écologique, faunistique et floristique

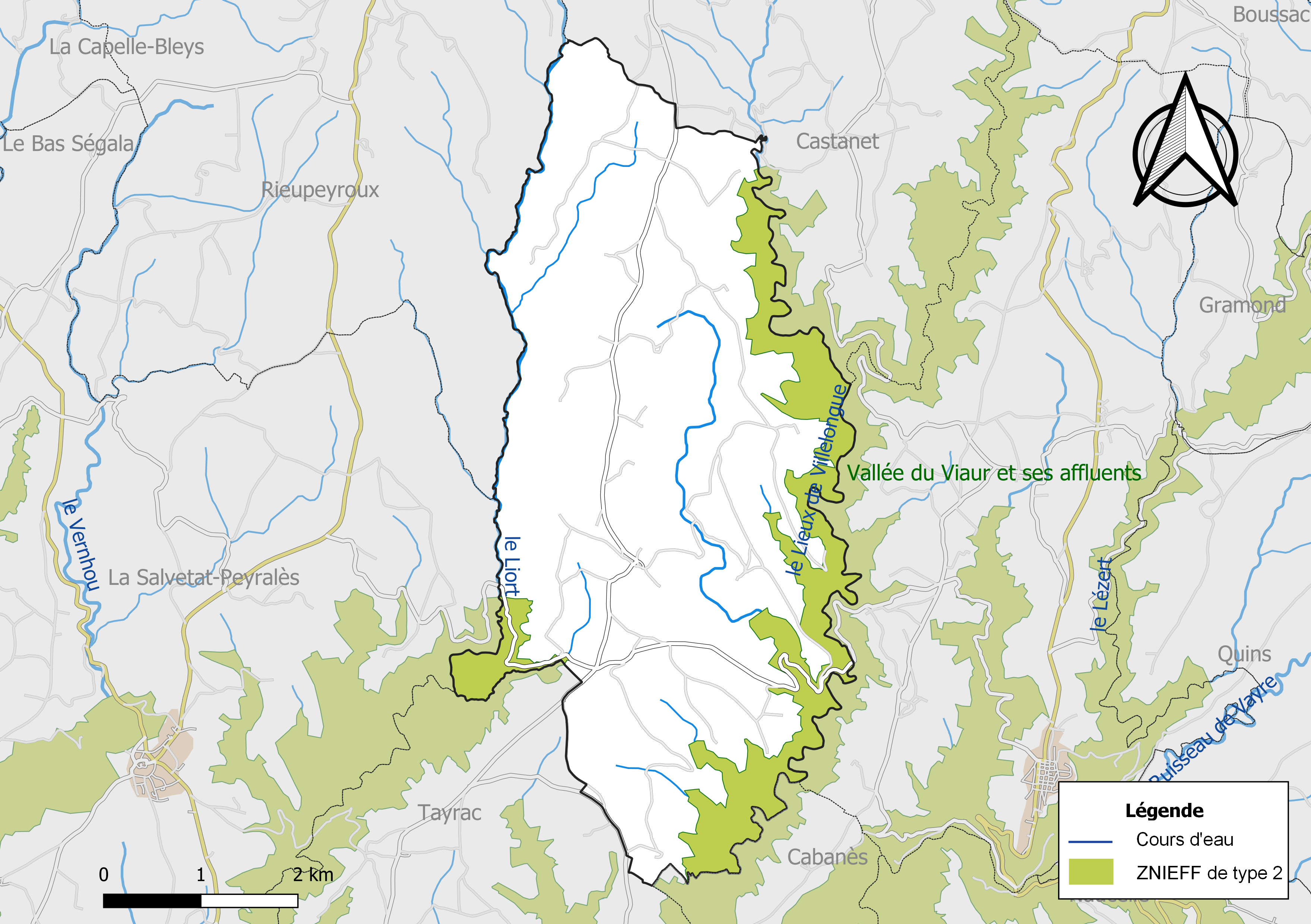
Carte de la ZNIEFF de type 2 localisée sur la commune.

L’inventaire des zones naturelles d'intérêt écologique, faunistique et floristique (ZNIEFF) a pour objectif de réaliser une couverture des zones les plus intéressantes sur le plan écologique, essentiellement dans la perspective d’améliorer la connaissance du patrimoine naturel national et de fournir aux différents décideurs un outil d’aide à la prise en compte de l’environnement dans l’aménagement du territoire.
Le territoire communal de Pradinas comprend une ZNIEFF de type 2,, 
la « Vallée du Viaur et ses affluents » (27 587 ha), qui s'étend sur 56 communes dont 45 dans l'Aveyron, 10 dans le Tarn et 1 dans le Tarn-et-Garonne.

## Urbanisme

### Typologie
Au 1er janvier 2024, Pradinas est catégorisée commune rurale à habitat très dispersé, selon la nouvelle grille communale de densité à 7 niveaux définie par l'Insee en 2022.
Elle est située hors unité urbaine et hors attraction des villes,.

### Occupation des sols

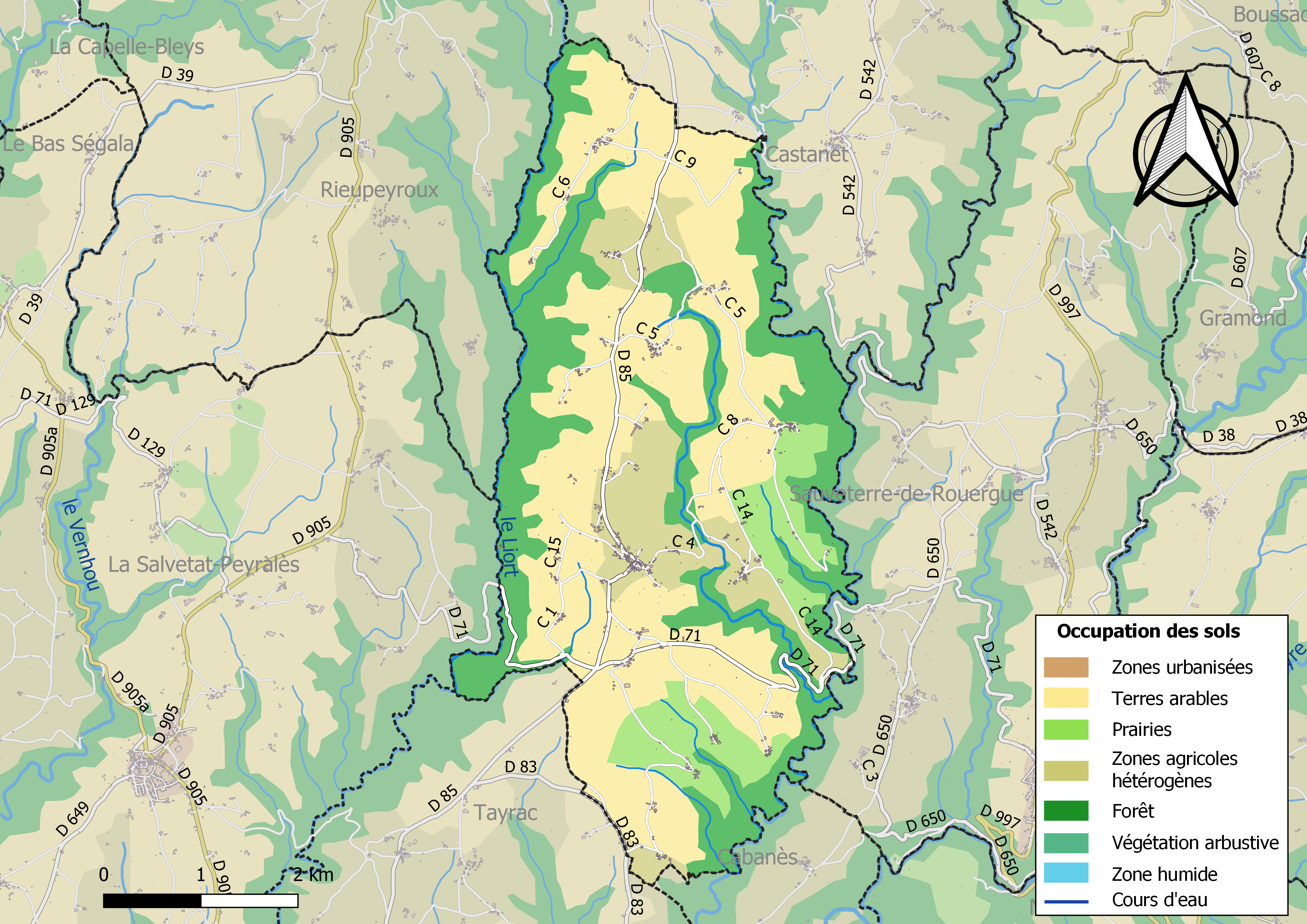
Infrastructures et occupation des sols de la commune de Pradinas.

L'occupation des sols de la commune, telle qu'elle ressort de la base de données européenne d’occupation biophysique des sols Corine Land Cover (CLC), est marquée par l'importance des territoires agricoles (69,2 % en 2018), en diminution par rapport à 1990 (70,3 %). La répartition détaillée en 2018 est la suivante : 
terres arables (48,1 %), forêts (30,8 %), zones agricoles hétérogènes (11,8 %), prairies (9,2 %).

### Planification
La loi SRU du 13 décembre 2000 a incité fortement les communes à se regrouper au sein d’un établissement public, pour déterminer les partis d’aménagement de l’espace au sein d’un SCoT, un document essentiel d’orientation stratégique des politiques publiques à une grande échelle. La commune est dans le territoire du SCoT du Centre Ouest Aveyron  approuvé en février 2020. La structure porteuse est le Pôle d'équilibre territorial et rural Centre Ouest Aveyron, qui associe neuf EPCI, notamment la communauté de communes Pays Ségali, dont la commune est membre.
La commune ne disposait pas en 2017 de document d'urbanisme opérationnel et le règlement national d'urbanisme s'appliquait donc pour la délivrance des permis de construire.

### Risques majeurs
Le territoire de la commune de Pradinas est vulnérable à différents aléas naturels : climatiques (hiver exceptionnel ou canicule), feux de forêts et séisme (sismicité très faible).
Il est également exposé à un risque particulier, le risque radon,.

#### Risques naturels
Le Plan départemental de protection des forêts contre les incendies découpe le département de l’Aveyron en sept « bassins de risque » et définit une sensibilité des communes à l’aléa feux de forêt (de faible à très forte). La commune est classée en sensibilité faible.
Les mouvements de terrains susceptibles de se produire sur la commune sont liés au retrait-gonflement des argiles, conséquence d'un changement d'humidité des sols argileux. Les argiles sont capables de fixer l'eau disponible mais aussi de la perdre en se rétractant en cas de sécheresse. Ce phénomène peut provoquer des dégâts très importants sur les constructions (fissures, déformations des ouvertures) pouvant rendre inhabitables certains locaux. La carte de zonage de cet aléa peut être consultée sur le site de l'observatoire national des risques naturels Georisques

#### Risque particulier
Dans plusieurs parties du territoire national, le radon, accumulé dans certains logements ou autres locaux, peut constituer une source significative d’exposition de la population aux rayonnements ionisants. Toutes les communes du département sont concernées par le risque radon à un niveau plus ou moins élevé. Selon le dossier départemental des risques majeurs du département établi en 2013, la commune de Pradinas est classée à risque moyen à élevé. Un décret du 4 juin 2018 a modifié la terminologie du zonage définie dans le code de la santé publique et a été complété par un arrêté du 27 juin 2018 portant délimitation des zones à potentiel radon du territoire français. La commune est désormais en zone 3, à savoir zone à potentiel radon significatif.

## Histoire
Par ordonnance royale du 3 juillet 1837, les communes de Pradinas et Castanet sont créées par division de la commune de Castelnau, supprimée.

## Politique et administration

### Découpage territorial
La commune de Pradinas est membre de la communauté de communes Pays Ségali, un établissement public de coopération intercommunale (EPCI) à fiscalité propre créé le 1er janvier 2017 dont le siège est à Baraqueville. Ce dernier est par ailleurs membre d'autres groupements intercommunaux.
Sur le plan administratif, elle est rattachée à l'arrondissement de Villefranche-de-Rouergue, au département de l'Aveyron et à la région Occitanie. Sur le plan électoral, elle dépend du  canton de Ceor-Ségala pour l'élection des conseillers départementaux, depuis le redécoupage cantonal de 2014 entré en vigueur en 2015, et de la deuxième circonscription de l'Aveyron  pour les élections législatives, depuis le dernier découpage électoral de 2010.

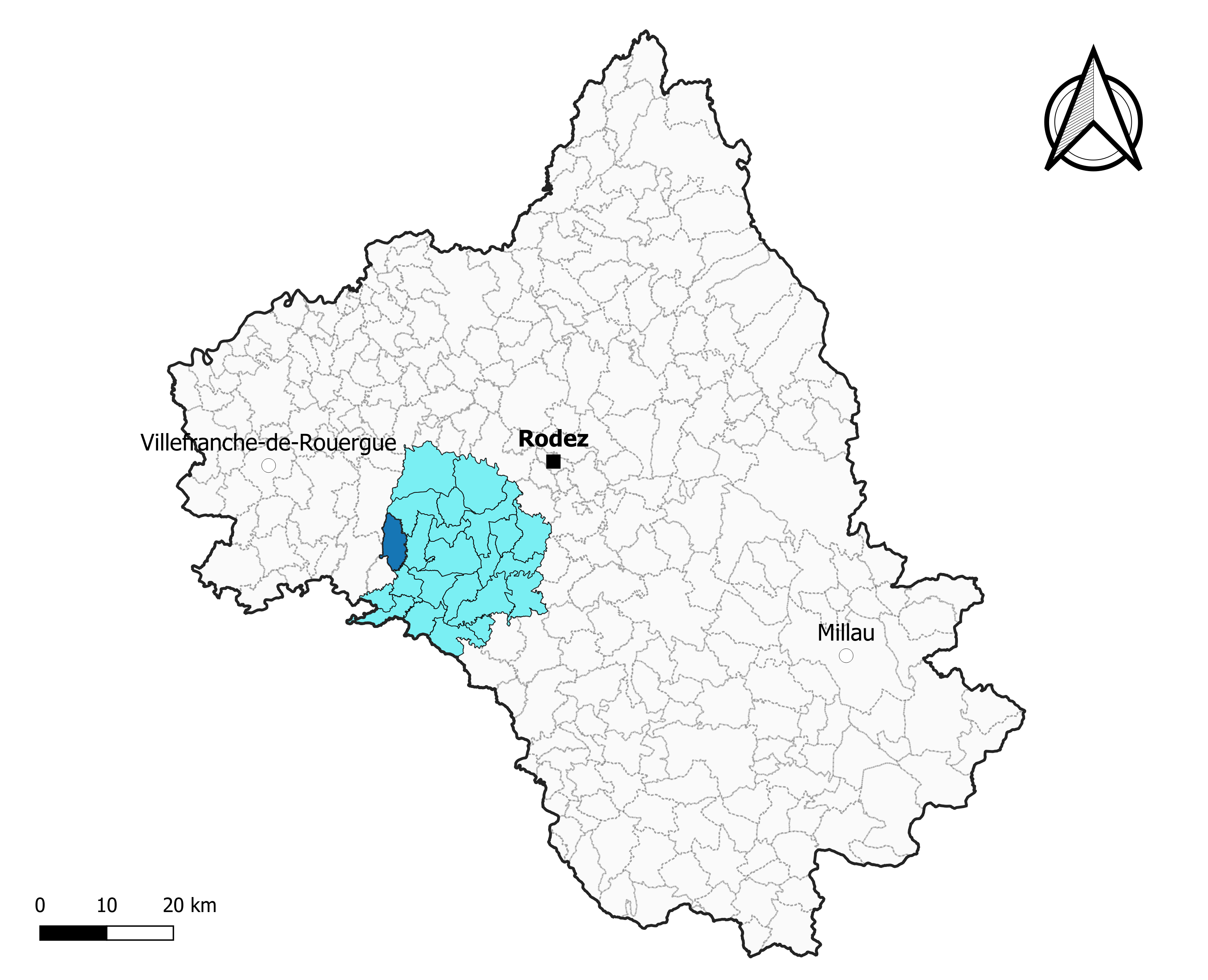
Pradinas dans l'intercommunalité en 2020.
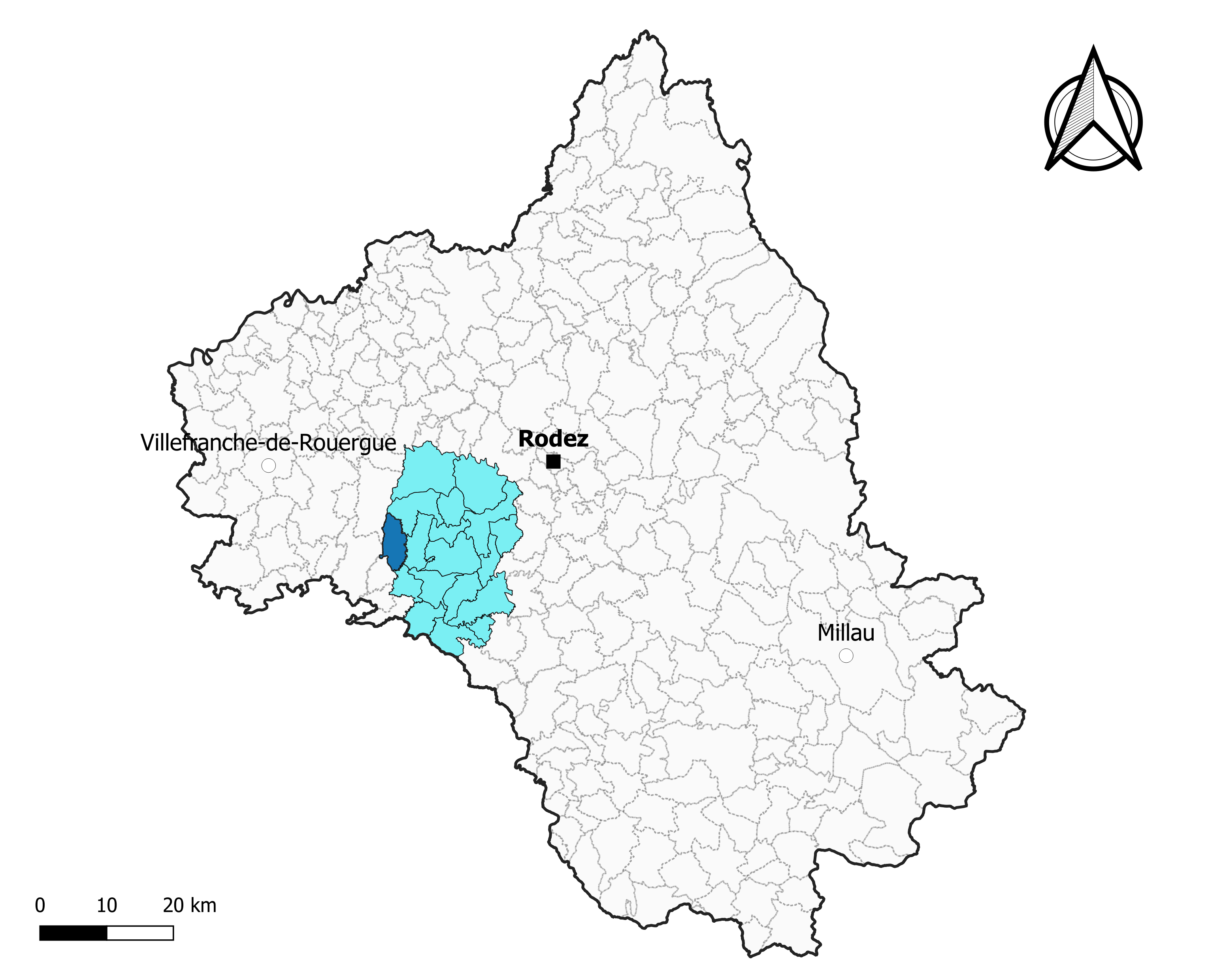
Pradinas dans le canton de Ceor-Ségala en 2020.
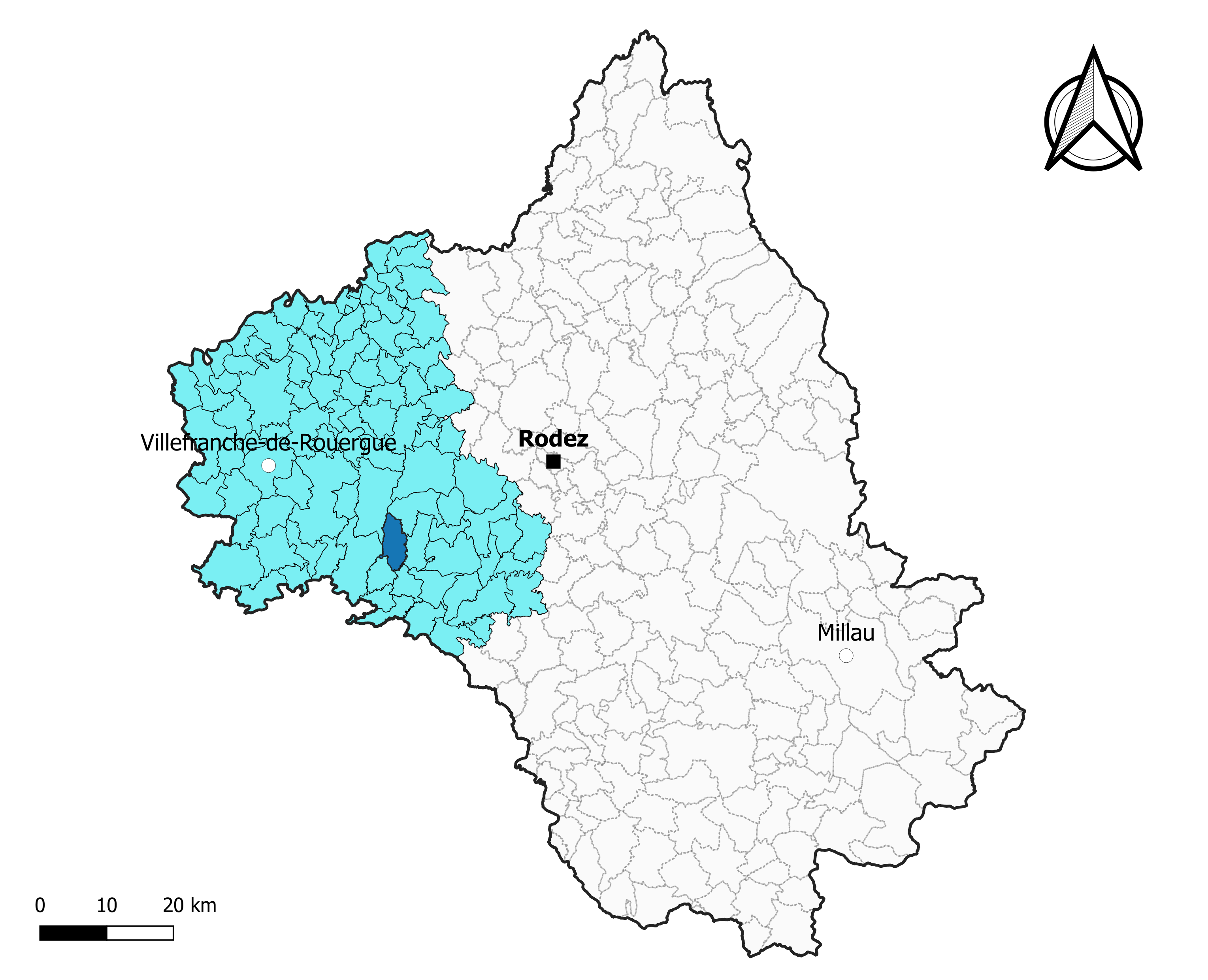
Pradinas dans l'arrondissement de Villefranche-de-Rouergue en 2020.

### Élections municipales et communautaires

#### Élections de 2020
Le conseil municipal de Pradinas, commune de moins de 1 000 habitants, est élu au scrutin majoritaire plurinominal à deux tours avec candidatures isolées ou groupées et possibilité de panachage. Compte tenu de la population communale, le nombre de sièges à pourvoir lors des élections municipales de 2020 est de 11. La totalité des onze candidats en lice est élue dès le premier tour, le 15 mars 2020, avec un taux de participation de 52,55 %.
François Vabre est élu nouveau maire de la commune le 25 mai 2020.
Dans les communes de moins de 1 000 habitants, les conseillers communautaires sont désignés parmi les conseillers municipaux élus en suivant l’ordre du tableau (maire, adjoints puis conseillers municipaux) et dans la limite du nombre de sièges attribués à la commune au sein du conseil communautaire. Un siège est attribué à la commune au sein de la communauté de communes Pays Ségali.

#### Liste des maires
| Période                                  | Période      | Identité             | Étiquette | Qualité                           |
| ---------------------------------------- | ------------ | -------------------- | --------- | --------------------------------- |
| avril 1848                               | juillet 1852 | Charles Fastre       |           |                                   |
| juillet 1852                             | janvier 1864 | Marie Louis Rogery   |           |                                   |
| avril 1864                               | avril 1871   | Charles Fastre       |           |                                   |
| 1871                                     | 1900         | Joseph Ginestet      |           |                                   |
| février 1900                             | janvier 1908 | Louis Pascal         |           |                                   |
| février 1908                             | mai 1938     | Gaston Roques        |           | Député (1889-1893) et (1919-1924) |
| 1938                                     | avril 1941   | André Roques         |           |                                   |
| avril 1941                               | avril 1945   | Joseph Tournier      |           |                                   |
| mai 1945                                 | juin 1946    | Roger Roques         |           |                                   |
| juin 1946                                | octobre 1947 | Achille Hygonnenq    |           |                                   |
| octobre 1947                             | février 1969 | Paul Roques          |           |                                   |
| mars 1969                                | mars 2008    | Gérard Roques-Rogery | UMP       |                                   |
| mars 2008                                | mai 2020     | Christian Chincholle | DVD       | Retraité                          |
| mai 2020                                 | En cours     | François Vabre       |           |                                   |
| Les données manquantes sont à compléter. |              |                      |           |                                   |

## Démographie
L'évolution du nombre d'habitants est connue à travers les recensements de la population effectués dans la commune depuis 1841. Pour les communes de moins de 10 000 habitants, une enquête de recensement portant sur toute la population est réalisée tous les cinq ans, les populations de référence des années intermédiaires étant quant à elles estimées par interpolation ou extrapolation. Pour la commune, le premier recensement exhaustif entrant dans le cadre du nouveau dispositif a été réalisé en 2008.

En 2022, la commune comptait 359 habitants, en évolution de −1,1 % par rapport à 2016 (Aveyron : +0,37 %, France hors Mayotte : +2,11 %).
| 1841  | 1846  | 1851  | 1856  | 1861  | 1866  | 1872  | 1876  | 1881  |
| ----- | ----- | ----- | ----- | ----- | ----- | ----- | ----- | ----- |
| 1 102 | 1 134 | 1 142 | 1 050 | 1 056 | 1 102 | 1 097 | 1 142 | 1 112 |

| 1886  | 1891  | 1896  | 1901  | 1906  | 1911  | 1921 | 1926 | 1931 |
| ----- | ----- | ----- | ----- | ----- | ----- | ---- | ---- | ---- |
| 1 087 | 1 062 | 1 056 | 1 054 | 1 033 | 1 049 | 803  | 759  | 805  |

| 1936 | 1946 | 1954 | 1962 | 1968 | 1975 | 1982 | 1990 | 1999 |
| ---- | ---- | ---- | ---- | ---- | ---- | ---- | ---- | ---- |
| 802  | 732  | 652  | 633  | 584  | 583  | 508  | 420  | 389  |

| 2006 | 2008 | 2013 | 2018 | 2022 | - | - | - | - |
| ---- | ---- | ---- | ---- | ---- | - | - | - | - |
| 372  | 367  | 369  | 358  | 359  | - | - | - | - |

## Économie

### Revenus
En 2018  (données Insee publiées en septembre 2021), la commune compte 155 ménages fiscaux, regroupant 350 personnes. La médiane du revenu disponible par unité de consommation est de 17 040 € (20 640 € dans le département).

### Emploi
| Division       | 2008  | 2013  | 2018  |
| -------------- | ----- | ----- | ----- |
| Commune        | 3,9 % | 6,2 % | 6,2 % |
| Département    | 5,4 % | 7,1 % | 7,1 % |
| France entière | 8,3 % | 10 %  | 10 %  |

En 2018, la population âgée de 15 à 64 ans s'élève à 211 personnes, parmi lesquelles on compte 73 % d'actifs (66,8 % ayant un emploi et 6,2 % de chômeurs) et 27 % d'inactifs,. Depuis 2008, le taux de chômage communal (au sens du recensement) des 15-64 ans est inférieur à celui de la France et du département.
La commune est hors attraction des villes,. Elle compte 66 emplois en 2018, contre 64 en 2013 et 76 en 2008. Le nombre d'actifs ayant un emploi résidant dans la commune est de 142, soit un indicateur de concentration d'emploi de 46,8 % et un taux d'activité parmi les 15 ans ou plus de 49,8 %.
Sur ces 142 actifs de 15 ans ou plus ayant un emploi, 54 travaillent dans la commune, soit 38 % des habitants. Pour se rendre au travail, 71,8 % des habitants utilisent un véhicule personnel ou de fonction à quatre roues, 0,7 % les transports en commun, 10,6 % s'y rendent en deux-roues, à vélo ou à pied et 16,9 % n'ont pas besoin de transport (travail au domicile).

### Activités hors agriculture
27 établissements sont implantés  à Pradinas au 31 décembre 2019. Le tableau ci-dessous en détaille le nombre par secteur d'activité et compare les ratios avec ceux du département,.
Le secteur de l'industrie manufacturière, des industries extractives et autres est prépondérant sur la commune puisqu'il représente 37 % du nombre total d'établissements de la commune (10 sur les 27 entreprises implantées  à Pradinas), contre 17,7 % au niveau départemental.

### Agriculture
La commune est dans le Segala, une petite région agricole occupant l'ouest du département de l'Aveyron. En 2020, l'orientation technico-économique de l'agriculture  sur la commune est l'élevage bovin, orientation mixte lait et viande.
|               | 1988  | 2000  | 2010  | 2020  |
| ------------- | ----- | ----- | ----- | ----- |
| Exploitations | 77    | 42    | 34    | 30    |
| SAU (ha)      | 1 619 | 1 358 | 1 345 | 1 373 |

Le nombre d'exploitations agricoles en activité et ayant leur siège dans la commune est passé de 77 lors du recensement agricole de 1988  à 42 en 2000 puis à 34 en 2010 et enfin à 30 en 2020, soit une baisse de 61 % en 32 ans. Le même mouvement est observé à l'échelle du département qui a perdu pendant cette période 51 % de ses exploitations,. La surface agricole utilisée sur la commune a également diminué, passant de 1 619 ha en 1988 à 1 373 ha en 2020. Parallèlement la surface agricole utilisée moyenne par exploitation a augmenté, passant de 21 à 46 ha.

## Culture locale et patrimoine

### Lieux et monuments
- Le château de La Planque situé au lieu-dit de La Planque qui daterait du XIVe siècle[53].
- Église Saint-Amans de Pradinas.
- Le Musée des traditions agricoles du Ségala[54].
- Parc animalier de Pradinas.